# Aleksandr Rymanov
Aleksandr Rymanov (Russisch: Александр Анатольевич Рыманов) (Moskou, 25 augustus 1959) is een voormalig Sovjet-Russisch/Russisch handbalspeler. Rymanov speelde 214 interlands voor de Sovjet-Unie en Rusland. In 1982 werd hij wereldkampioen en in 1988 Olympisch kampioen met de Sovjet-Unie. Met CSKA Moskou werd hij drie keer landskampioen en won in 1987 de Europa Cup. In 1989 besloot hij in Duitsland te spelen. Na zijn spelerscarrière was hij trainer van verschillende Duitse handbalteams. Van 2008 tot 2011 was hij coach/trainer van Limburg Lions. Hierna was hij een periode bondscoach van Rusland.

## Erelijst

### Met Sovjet Unie
| Mondiaal          |    |      |
| Olympische Spelen | 1x | 1988 |
| WK handbal        | 1x | 1982 |